# セ・キララ
『セ・キララ』は、橋本みゆきの16枚目のシングル。2010年3月24日にLantisから発売された。

## 概要
前作「Princess Primp!」から8ヶ月ぶりのリリースとなる2010年1作目のシングル。表題曲はPCゲーム『se・きらら』のオープニングテーマ、カップリングの「rebirth」は同ゲームのエンディングテーマとして使用された。

## 収録曲
（全作曲：俊龍）
1. セ・キララ
  - 作詞：こだまさおり、編曲：鈴木マサキ
  - PCゲーム『se・きらら』オープニングテーマ
2. rebirth
  - 作詞：橋本みゆき、編曲：末廣健一郎
  - PCゲーム『se・きらら』エンディングテーマ
3. セ・キララ（off vocal）
4. rebirth（off vocal）